# Ealhmund av Kent
Ealhmund av Kent, död 784, var en engelsk monark. Han var kung av Kent 784–785. 